# Revista Micro
Micro fue una revista colombiana de entretenimiento publicada por Camilo Correa. Constó de 62 números publicados con una periodicidad variable entre febrero de 1940 y julio de 1949. 
Apareció el 15 de febrero de 1940 en Medellín como una revista semanal “para agitar el ambiente radial, artístico y deportivo de Colombia”. Camilo Correa se desempeñaba como director, gerente y principal redactor de la revista. En esta publicación escribieron sobre música Luis Miguel de Zulategi y Huarte (1898-1970), Andrés Pardo Tovar (1911-1972), entre otros; no obstante, la mayoría de redacciones estaban a cargo de Correa bajo diversos seudónimos (Ego, Olimac, Clodomiro, etc.).
El objetivo de esta publicación era seguir la actividad radial en la ciudad de Medellín, la actividad de músicos nacionales y extranjeros, la publicidad, el cine y la opinión de la gente sobre la música nacional. Así mismo, Micro fue un espacio para la crítica radial y cinematográfica.

## Publicación
Revisando detenidamente la revista es posible plantear tres momentos:

### 1940-1941
El primer número de Micro fue impreso en tamaño tabloide, a tres columnas y con licencia pendiente. Un total de ocho páginas editadas en los talleres de tipografía Sansón en la carrera Bolívar N. 45-53 y luego en la tipografía Bedout.
Entre febrero de 1940 y mayo de 1941 se publicaron un total de 51 números que correspondieron a entre tres y cinco ejemplares mensuales, los cuales se caracterizaron por tener un número reducido de páginas mayormente escritas por Camilo Correa y en muy pocas ocasiones incluían colaboraciones de comentaristas musicales como Luis Miguel Zulategi y Luis Lalinde Botero. Los primeros ocho ejemplares se caracterizaron por estar impresos en blanco y negro a tres columnas, utilizando diferentes tipos de fuentes para las letras pero muy pocas ilustraciones y fotografías.
No obstante, desde el ejemplar número 8, comenzaron a utilizarse colores para la impresión de la portada de la revista y en la medida en que fueron avanzando las publicaciones se fueron incluyendo más recursos visuales como ilustraciones y fotografías. 
En el número 32 publicado el 9 de octubre de 1940, se hizo una dedicatoria a La Voz de Antioquia, que logró ensanchar la potencia de su onda, y por esta razón la publicación vino en pasta dura y con fotos a color. En diciembre de ese mismo año se comenzó una página para las lectoras con profusión de fotos; la carátula era una policromía hecha en los talleres de Vieco y compañía. Carlos Arturo Rueda estaba encargado de deportes y las crónicas a cargo de Luis Lalinde Botero, Horacio Sierra y Manuel Cardona M. 
Para el ejemplar número 43, Correa era director y Arturo Puerta el jefe de propaganda, además de ser el autor del nuevo agregado de la revista: las tiras cómicas. 
Se imprimía en tipografía Buffalo y tenían corresponsales en Bogotá, Barranquilla, Cali, Manizales, Bucaramanga, Pereira, Armenia, Popayán, Cartagena, Cúcuta y Santa Marta. Se dijo que para el número 50 habrían corresponsables en Nueva York, Buenos Aires, México, La Habana, Panamá, Caracas y Quito.
Arturo Puerta trabajó como jefe de propaganda de Micro hasta el número 45 y de nuevo Correa tomó el mando de toda la revista.
A pesar de que se suponía que esta publicación sería semanal, según Correa “de semanario pasó a decadal; de ahí a mensual con la idea de ser mensual; pero ni los establecimientos impresores ni los “camaradas” anunciadores se prestaron a la aventura”. De manera que, a principios de mayo de 1941, Correa anuncia que se trasladará a Bogotá tanto él como la revista, y ahora sería Micro Bogotá pero manteniendo el sentimiento de "revista antioqueña".
Por el carácter de Correa, el traslado a Bogotá y los presuntos retrasos de la tipográfica, la revista dejó de publicarse hasta 1943.

### 1943-1944
Micro reapareció en julio del 43, y como Correa dijo en su número 60 de 1949, surgió de nuevo “(...) con pretensiones de revista dizque buena […]. Pero de nuevo la tipografía se encargó de garantizar que la revista no saliera puntualmente ni una sola vez. Y de ese julio del 43 a septiembre del 44, o sea en 14 meses ocho ediciones: del número 52 al 59”. Entre el número 52 publicado en julio de 1943 y el número 59 publicado en septiembre de 1944, hubo un total de 8 ejemplares en un período de catorce meses. Se esperaba que la revista logrará publicar mensualmente, sin embargo, no lo logró. No obstante, en comparación con el primer momento de la revista, estos números destacaron por tener un mayor número de páginas y de colaboradores, incluso algunos de ellos extranjeros.  
En el número 52, se redujo el tamaño de la edición y la publicación tuvo carátula a color. Este ejemplar y los siguientes fueron publicados por Nuevamérica Editoral, una empresa de Camilo Correa. Estos ejemplares fueron impresos con tipografía Bedout, y material gráfico fotograbado y cincograbado.
Estas publicaciones comentaron sobre ópera, ballet, teatro y radiodifusión nacional. El editor era Camilo Correa, las ilustraciones de Arturo Puerta, Aníbal Upegui, Hernando Escobar Toro y Hernán Merino. 
Desde el número 54 de 1943, se comenzaron a publicar partituras, secciones como Arte de los toros y una página femenina a cargo de Rosario Beltrán Núñez y Leonor Llach.
En el número 59 se anunció que el 60 tendría 100 páginas en calidad de homenaje.
En septiembre de 1944 Micro volvió a dejar de circular.

### 1949
Entre mayo y julio de 1949 se publicaron tres números que demostraban menor interés en cuanto al espectáculo colombiano, sin embargo, según información de los mismos ejemplares de la revista, estos números se podían adquirir en diversas ciudades del país e incluían redactores extranjeros con secciones como: “Cine y radio en el mundo” y “Redactores de Micro en  el  mundo”. Estas últimas impresiones tenían una calidad mucho mayor a las primeras, las fotografías eran más nítidas, los colores más vibrantes y los encabezados mucho más llamativos.

## Secciones
En el primer número de Micro, Correa, como director de la revista, estableció que buscaba publicar un semanario para tratar de temas radiofónicos, pero conservando una posición imparcial e independiente. Para el director, era de suprema importancia que no se hiciera publicidad exclusiva de una sola emisora, por lo que según la nota del editor, Micro estaba financiada por las siete emisoras locales y cada una tenía un espacio en la revista para incluir su programación especial, que en la publicación recibió el nombre de “Programas de lujo”. Estas siete emisoras eran: La Voz de Antioquia, Emisora Claridad y Radio Nutibara (Frecuencias de Radio Todelar), Ecos de la Montaña, (que fue adquirida años después por Caracol Radio), Ecos de Occidente, Radio Córdoba y La Voz del Comercio.

### Un locutor
En la sección llamada Un locutor se publicaba “LA VIDA Y MILAGROS” de algunos locutores locales. En esta sección se habló de Mario Jaramillo y Antonio Henao Gaviria de La Voz de Antioquia, Luis Macía de la radio Nueva Granada, Eduardo Ramos H. y Rodolfo Ducal de Emisora Claridad, Guillermo Rossi y Luis Pareja Ruiz de Ecos de la Montaña, Alberto Toro M. de Radio Nutibara.

### Noticias
Había una sección cuyo nombre varió mucho: “Noticias Sueltas”, “Polémica”, “Última hora”, “Chismes”, entre otros. Se pretendía informar al lector de novedades relacionadas con programas de radio, locutores y nuevos estrenos radiales y cinematográficos de Colombia y el mundo. 

### Estrellas y películas
Esta sección apareció en el octavo ejemplar publicado el 13 de abril de 1940, y la retomó Correa de su programa radial en La Voz de Antioquia. En Estrellas y Películas se incluían noticias variadas sobre la farándula nacional e internacional, opiniones sobre nuevos estrenos radiales y cinematográficos y se publicaba información sobre el teatro Junín: programación de proyecciones, salas y público. La mayoría de notas de esta sección correspondían al campo radial y ocuparon gran número de páginas en comparación con los deportes, la literatura y el teatro; estas, a su vez, se concentraron en los tableros de programación radial, los programas de radio y emisoras en sí mismas, y los actores de la escena radiofónica: locutores, músicos, entre otros. Estrellas y Películas fue rápidamente nutrida con subsecciones como Crítica y Critiquillas, que posteriormente se convirtieron en "Los estrenos en Medellín". 

### Crítica
En  el  número  8  publicado  el  13  de  abril  de  1940  apareció  por  primera  vez  la  sección Crítica dentro de la revista, la cual fue hasta el número 51 publicado el 1 de mayo de 1941. En esta sección Correa comentaba películas que había visto y hacía apuntes relacionados con la producción, dirección y reparto de las mismas. Desde el número 13 publicado el 28 de mayo de 1940, se  agregó  una  calificación  con  estrellas:  cuatro  estrellas correspondían a una calificación excelente, tres  para  muy buena,  dos  para  buena  y  una  para  regular. En un apartado adicional se hacía la aclaración: “Esta  clasificación  es de  MICRO  y  se  tiene  en  cuenta  para  ella,  la  dirección,  interpretación,  fotografía  y  técnica cinematográfica en general, descontando el valor taquillero que pueda tener cada película.” En  el  número  29 de la revista publicado el 17 de septiembre de 1940, las  estrellas  fueron  reemplazadas  por  la  letra  A  de manera que la correspondencia al número de estrellas seguía siendo la misma. Cuatro As indicaban excelencia y se recomendaba ver la película. Tres As eran otorgadas a las películas “muy buenas” y  apenas se sugería verlas. Dos As eran para una calificación buena pero no sobresaliente; no se sugería ver la película (“No le pesará verla”). Una A indicaba una calificación mediana, más del lado malo que bueno; se hacía de manera pícara la sugerencia de ver la película si y sólo si la persona es tolerante. Y la peor era la a minúscula, que iba acompañada de: "nos lavamos las manos". Cuando la revista dejó de circular en 1941 y volvió en 1943, esta sección ya no hacía parte de Micro.

### Critiquilla
La sección Critiquilla apareció por primera vez en el número 13 de Micro publicado el 28 de mayo de 1940. La crítica iba dirigida hacia los aspectos relacionados con la proyección de las películas y no a las películas mismas. En otras palabras, el objeto de crítica respondía a las características de las salas de proyección, las deficiencias de la proyección misma (ya fuese por incompetencia del encargado de los equipos, o por falla o mala calidad de los mismos). Curiosamente, Correa llevó más allá la crítica del entorno para comenzar a atacar a los espectadores y asistentes a las salas de proyección.

### Música y músicos
Música y Músicos apareció por primera vez en el número 10 de la revista con el objetivo de “ir colocando sobre la mesa de operaciones a todos los artistas músicos que pasen por Medellín”. Muy al estilo de Correa, en esta sección se evitaba realizar elogios a los artistas y, en cambio, se buscaba señalar la mayor cantidad de defectos posibles con el fin de que mejoraran; la imparcialidad era un valor muy importante, pues el lema de la sección era “EL RESPETO A NOSOTROS MISMOS.”
Inclusive, esta sección contaba con una subsección llamada Clínica; haciendo alusión al carácter orientador y correctivo de los comentarios y críticas allí presentadas. 

### Publicidad
La publicidad en la revista hacía uso de fotografías, ilustraciones, incluso otros colores, tamaños y fuentes de letras para destacar del resto de la información. El Teatro Junín estuvo presente como anunciador estable en Micro desde el número 8 en 1940 hasta el 59 en 1941. No obstante, la publicidad presentada en la revista no se limitaba a productos y servicios radiales y cinematográficos, pues también había anuncios que promocionaban bebidas, medicamentos y suplementos dietarios, entre otros, siempre haciendo uso de recursos de películas como sus personajes y la trama. 
Micro también promocionaba otras empresas de Camilo Correa como lo fue la Editora Nuevamérica. Desde el número 55 de enero de 1944 hay mucha publicidad girando en torno a cursos de técnico y artista cinematográfico, que también ofrecían la oportunidad de hacer parte de la escena cinematográfica colombiana. 
Al tiempo se  promocionaban actores, técnicos y compañías que se desempeñaban en Colombia y en otros países del mundo. De estos incluso se contaban anécdotas relacionadas como “El  que  hace  llorar  a  las  estrellas  de  cine”  sobre un hombre encargado de suministrar un aceite que provocaba las lágrimas de las actrices cuando éstas no podían llorar por sí solas. 
También había información más formal y que buscaba cumplir una función alfabetizadora. Entre los temas se encontraban algunos relacionados con el doblaje en Hollywood, la producción de  películas por parte del ejército estadounidense, y la historia del cine en general pasando por todas sus etapas. Para estas publicaciones Correa se apoyaba en otras publicaciones que también eran citadas, o las escribía él mismo con ayuda de alguno de sus colaboradores.

### Deportes
Desde el número 18 de la revista publicado el 2 de julio de 1940, se incluyó la sección “Comentarios Hípicos” que comenzaron únicamente haciendo comentarios de la hípica del momento y posteriormente la sección fue evolucionando hasta convertirse en “Hípica y deportes”, que no solo hablaba del primero, sino de fútbol, básquetbol, entre otros. 

### Otras secciones

#### Niños
En algunos números, hay secciones dedicadas a los niños que incluían mitos, leyendas y canciones que podían ser de interés para los más chicos. 

#### Mujeres
Así mismo, en ocasiones se dedicaban algunas páginas del número para resaltar contenido hecho por y para mujeres, por ejemplo “Dos Poetisas Nacionales” del número 8 de 1940 y “Lectura para ellas” del número 11 de este mismo año.

#### Cartas del lector
Dice Ud y Cartas eran secciones encargadas de publicar y responder los mensajes que los lectores le dejaban al editor de la revista. Estas se respondían con nombre propio, o sí estaban bajo anonimato o seudonimato, igualmente se respondían.

## Ambiente cinematográfico y radiofónico en Colombia
Camilo Correa, dentro de Micro y en publicaciones externas, criticaba el ambiente cinematográfico colombiano. Le inquietaba el mal cine que había, el cual hacía parecer a los productores connacionales como "ridículos, ignorantes y petulantes" en el exterior. Quería establecer una industria con el fin de realizar películas de mayor calidad para ser distribuidas internacionalmente de forma masiva. Adicionalmente, se manifestaba con constancia sobre la necesidad del apoyo del gobierno para poder ver un buen cine nacional. Pues, desde su historia, el cine de Colombia no ha logrado ser rentable como industria y la falta de apoyo económico le ha impedido una continuidad tanto en la producción como en el empleo de los realizadores técnicos.  No fue sino hasta el año 2003 que se decretó la Ley 814, la cual dictó una serie de normas que fomentaron la actividad cinematográfica en el país; aquella ley permitió que la producción aumentara significativamente.
Con respecto a las producciones ya existentes, se afirmaba en Micro que algunos documentales, tal como Colombia documental, no promocionaban al país en el exterior sino que “nos dejaba como unos salvajes”. Adicionalmente, se consideraba que las grandes productoras internacionales habían convencido a los colombianos de que no podían hacer películas para evitar la competencia. Correa afirmaba que una buena producción colombiana tendría grandes ganancias en el mercado interno y además, la posibilidad de destacar internacionalmente frente a las ya existentes. Sin embargo, se mantenía en la posición de que el gobierno debería intervenir además para fijar las normas de calidad obligatorias, pues no quería que la expresión de la cultura colombiana se resintiera ni fuera subestimada. Es importante aclarar que el anhelo de un cine nacional no implicaba un deseo de cerrarse al contacto de otros países, pues las industrias internacionales eran absolutamente necesarias para la formación de una propia.
La radio y el cine fueron para la primera mitad del siglo XX unos espacios que permitieron la democratización cultural. Sin embargo, es de especial importancia hacer énfasis en las conexiones que se generaban entre los diferentes medios. Desde finales de los 20, distintos periódicos y revistas empezaron a hablar sobre este nueva aparición. Por lo que sus lectores empezaron a toparse con comentarios y recomendaciones sobre las emisoras, programas y marcas de radiorreceptores. Aquello impulsó, el establecimiento de la radio en Colombia al difundir entre los lectores un interés por dicha actividad. Micro jugó un papel fundamental en aquella dinámica que se estaba gestando, pues como medio escrito dedicado a seguir la actividad radiofónica en Medellín, la actividad de músicos tanto nacionales como internacionales, la publicidad, el cine y los imaginarios sobre la música nacional, generó en sus lectores el imaginario de la radio como un espacio de espectáculo, información y entretenimiento.
De esta manera, Micro anunciaba las programaciones de diferentes radios antioqueñas, tal como Radio Nutibara, Ecos de Occidente y La Voz de Antioquia, entre otras. Incluía en sus tiradas información sobre las emisoras y sus programas, la parrilla de programación, anuncios de artistas internacionales, datos biográficos sobre los locutores, información técnica sobre la ponencia y el alcance de las emisoras. 
Los primeros años de la actividad radial en Colombia, estuvieron centrados en las representaciones hechas para auditorios y teatros. Sin embargo, en Micro se hizo un seguimiento a la consolidación de la radiodifusión tanto en Medellín como en el resto del país. En 1948 se conformó la Cadena Radial Colombiana (Caracol) y en 1949 la Radio Cadena Nacional (RCN), dejando claro el carácter industrial de estas cadenas y empezando a dibujar un circuito artístico que permitía a las personalidades influyentes circular entre el teatro, el cine y la radio. Por otro lado, Correa reclamaba la creación de varios radioteatros en el país bajo la idea de que servían como escenario de lanzamiento de artistas que posteriormente tuvieron éxito en el cine.

### Crítica cinematográfica y radiofónica en Colombia
La revista Micro, junto con las críticas y debates que en ella se plasmaban, son una fuente fundamental para pensar el cine y la radio en la Colombia del siglo XX. Respecto a la industria cinematográfica, sus valoraciones eran implacables, pero a la vez, carentes de argumentos sólidos. Aquello se debe en parte, a su falta de educación fílmica y a la poca extensión de las críticas que realizaba. Estas constaban de un comentario que rondaba las  3 y 15 líneas, y que contenían: nombre del filme, nombre de la empresa productora, país, actores y valoración de la película. Dentro de los aspectos a los que Correa le ponía más atención a la hora de calificar un filme era la actuación, seguido de la dirección, el guion, la producción, el sonido, la fotografía y el vestuario. Es decir, era un defensor de que la crítica debía ser estrictamente cinematográfica e invitaba a dejar de lado los argumentos de carácter moral. Aquello, ayudaría a la maduración de una audiencia que podría entender al cine como un arte que debía ser juzgado por sus elementos técnicos y artísticos de igual forma que por su valor histórico y social. Entendiendo al cine como un espectáculo moderno que debía ser apreciado de igual forma por un gusto moderno.
Asimismo, criticaba con profundidad los problemas a la hora de presentar el cine. Por ejemplo, la incompetencia de los proyeccionistas y la deficiencia de los equipos que podrían causar interrupciones y desenfoques a la hora de ver el filme. El aumento del precio de la boletería lo molestaba. Y no menos importante, la incomodidad de las instalaciones, ya sea por los elementos que la componían (sillas, etc.), como por la audiencia bulliciosa. Mantenía su posición de que ir a cine debería ser una práctica en la cual los individuos se concentraran en la película y la analizaran, en lugar de ser un lugar para hacer apariciones sociales o desorden. Pedía entonces, con fervor a las autoridades, que evitaran la entrada a los individuos que desacreditaran la seriedad que tanto el cine, el teatro y las estaciones radiales merecían.  Aquellos juicios crudos lo involucraron en una ola de polémicas frecuente, por ejemplo, al haber criticado fuertemente la película La canción de mi tierra Camilo Correa estuvo en boca de gran parte de Antioquia.
Ahora bien, respecto a la crítica radiofónica y musical, Correa se enfocaba de igual forma en los aspectos técnicos. Aquellos incluían la calidad del sonido, el alcance de la transmisión, su inestabilidad y el plagio de los artículos de prensa en los radioperiódicos. En lo que respecta a la industria musical, se reprobaba la baja calidad de algunos intérpretes y los programas de aficionados que sepultaban las aspiraciones profesionales de quienes poseían talento por falta de dirección o baja calidad instrumental. Aquella crítica radiofónica obtuvo un gran descontento por parte de los lectores de Micro, quienes no estuvieron de acuerdo con las opiniones corrosivas que se lanzaban contra locutores y emisoras populares del momento, específicamente Martinete o Radio Córdoba y La Voz del comercio.
Asimismo, hacía menciones, críticas y elogios tanto a las diferentes radios como a los locutores. Dentro de las críticas más recurrentes hacia las emisoras, se encuentra el desacuerdo por el abuso de sus cuñas durante todo el día en la mayoría de estaciones radiales. Por supuesto, también incluía crítica a los discos de grabación local. Adicionalmente, según personalidades como Hernando Salcedo Silva, el cine realizado en Colombia durante la década de los 40 fue un cine subordinado a la radio; pues se referían a números musicales que estaban agrupados en un formato de programa radial que buscaba capitalizar las canciones y cantantes de moda. Aquello fue reflejado en el largometraje Colombia Linda. A fin de cuentas, la importancia que se le daba a la actividad radial marcó definitivamente el rumbo de su funcionamiento y la popularidad que adquirió.
Es de especial importancia reconocer que a pesar de no sustentar a fondo sus argumentos y calificaciones, y de que su imparcialidad haya sido puesta en duda en varias ocasiones; su opinión fue independiente. Aquello le generó problemas, pues no dudaba en dar bajas calificaciones a las películas que sus anunciantes promocionaban, como sucedió con el teatro Junín.